# Pirata sedentarius
Pirata sedentarius är en spindelart som beskrevs av Montgomery 1904. Pirata sedentarius ingår i släktet Pirata och familjen vargspindlar. Inga underarter finns listade i Catalogue of Life.